# Mofwe (Nchelenge)
Mofwe è un ward dello Zambia, parte della Provincia di Luapula e del Distretto di Nchelenge.